# Schöpfl-Schutzhaus
Das Schöpfl-Schutzhaus ist eine Schutzhütte der Sektion Wienerwald des Österreichischen Touristenklubs (ÖTK). Es liegt am Schöpfl, dem höchsten Berg des Wienerwaldes in Niederösterreich. Es ist ein Stützpunkt für Wanderer auf dem Voralpen-Weitwanderweg.

## Lage
Das Schöpfl-Schutzhaus liegt auf 870 m ü. A. knapp unterhalb des Schöpflgipfels im Wienerwald und in der Nähe der 1898 errichteten Matraswarte. Es gehört zu den beliebten Ausflugszielen im Wienerwald, da es für Tageswanderer bequem zu erreichen ist.

## Geschichtliches
Bereits am 12. August 1906 wurde auf dem höchsten Berg des Wienerwaldes ein hölzernes Schutzhaus eingeweiht und später nach dem damaligen Obmann der Sektion Touristenklub Wienerwald Franz Krebs benannt. Nach einer Erweiterung im Jahr 1911 brannte das Schutzhaus im November 1920 ab. Ein steinerner Nachfolgebau wurde am 16. September 1923 eingeweiht und im Zuge des Zweiten Weltkrieges im April 1945 durch Artilleriebeschuss zerstört. Nach dem Krieg erfolgte eine Neuerrichtung aus Barackenteilen und am 16. Oktober 1949 eröffnet. Das jetzige wurde ab 1997 errichtet und mit dem 100-jährigen Jubiläum der nahegelegenen Matraswarte am 11. Oktober 1998 feierlich eröffnet.
Schon in den „Urzeiten“ lobten die Reiseschriftsteller die Aussicht vom Schöpfl, dem höchsten Berg im Wienerwald. Von der Matraswarte auf dem Gipfel schaut man bis zu den Erhebungen des Waldviertels, zu Ötscher, Schneeberg und ins Donautal. In einem von Kronprinz Rudolf herausgegebenen Band über die Monarchie wird der Schöpfl als besonderer Aussichtsberg gepriesen.
Knapp unterhalb steht ein gemütliches, neues Schutzhaus, es ist das vierte seiner Art auf dem „Schopf“ des Wienerwaldes, der schon in der Literatur der alten Griechen und Römer als „Waldgebirge“ erwähnt ist und offensichtlich schon im Altertum bestiegen wurde.

## Aufstieg
- von Forsthof oder dem Rastbanksattel jeweils 1 Stunde
- von Laaben, Wöllersdorf, Schöpflgitter oder der Klammhöhe jeweils 2 Stunden
- von Sankt Corona am Schöpfl 1 – 1½ Stunden
- von Klausen-Leopoldsdorf 2½ Stunden
- von Kaumberg 3 Stunden
- von Pressbaum oder Rekawinkel 4½ – 5 Stunden
- von Innermanzing 2½ Stunden

## Touren
Es gibt zahllose Möglichkeiten zu mehrtägigen Wandertouren durch den gesamten Wienerwald.

## Übergänge zu anderen Hütten
- Falkensteinerhütte 90 Höhenmeter Aufstieg, 350 Höhenmeter Abstieg, 6 km, 1 Stunde
- Gföhlberghütte 300 Höhenmeter Aufstieg, 350 Höhenmeter Abstieg, 9 km, 2½ Stunden
- Johann-Enzinger-Haus 490 Höhenmeter Aufstieg, 700 Höhenmeter Abstieg, 15 km, 4 Stunden